# Alessandro Giustiniani
Alessandro Giustiniani (né le 3 février 1778 à Gênes, alors capitale de la république de Gênes et mort le 11 octobre 1843 dans la même ville) est un cardinal italien du XIXe siècle.

## Biographie
Alessandro Giustiniani est nommé archevêque titulaire de Petra-en-Palestine en 1822 et est envoyé comme nonce apostolique dans le royaume des Deux-Siciles puis au Portugal (en) en 1827.
Le pape Grégoire XVI le crée cardinal in pectore lors du consistoire du 30 septembre 1831. Sa création est publiée le 2 juillet 1832.

## Succession apostolique
Alessandro Giustiniani a ordonné les évêques suivants :
- Évêque Giuseppe Maria Pezzella, O.S.A. (1823)
- Évêque Domenico Orlando (it), O.F.M.Conv. (1823)
- Archevêque Fortunato de São Boaventura (pt), O.Cist. (1832)
- Évêque José António da Silva Rebelo, C.M. (1832)